# Phragmogibbera xylariicola
Phragmogibbera xylariicola är en svampart som beskrevs av Samuels & Rogerson 1990. Phragmogibbera xylariicola ingår i släktet Phragmogibbera och familjen Venturiaceae.   Inga underarter finns listade i Catalogue of Life.